# Two and a Half Men (10.ª temporada)
A décima temporada da série Two and a Half Men, teve início no dia 27 de setembro de 2012 no canal estadinidense CBS. No Brasil a temporada teve sua estréia no dia 17 de outubro de 2012 pelo canal Warner Channel. A temporada começou a ser exibida no SBT em 17 de junho de 2013, numa segunda-feira, logo após o término da exibição da 9ª no sábado. 

## Produção
Em 12 de maio de 2012 a CBS renovou o contrato por mais um ano com as estrelas da série (Ashton Kutcher, Jon Cryer e Angus T. Jones) e também confirmou a décima temporada de Two and a Half Men.

## Comentário de Angus T. Jones
Em novembro de 2012, Angus publicou um vídeo dizendo que por ter se tornado Adventista do Sétimo Dia, não se sentia confortável em desempenhar seu papel em Two and a half men, o ator também chamou a série de "suja". Leia a declaração a seguir:
| “ | Por favor, pare de assistir e encher a sua cabeça com sujeira. Eu estou em Two and a Half Men mas eu não quero estar. Por favor, pare de assistir. | ” |

Dias depois ele se desculpou, dizendo que tinha o maior respeito pelos atores, produtores e diretores da série. O futuro do jovem ator deve ser decidido antes do 12º episódio que vai ao ar dia 3 de janeiro de 2013.

## Elenco

### Principais
- Ashton Kutcher como Walden Schmidt (23 episódios)
- Jon Cryer como Alan Harper (23 episódios)
- Angus T. Jones como Jake Harper (14 episódios)
- Marin Hinkle como Judith Melnick (2 episódio)
- Conchata Ferrell como Berta (22 episódios)
- Holland Taylor como Evelyn Harper (1 episódio)